# SIL Open Font License
La SIL Open Font License (en español: ‘Licencia de tipografía abierta de SIL’) es una licencia de software libre y código abierto diseñada por SIL International para su uso en tipos de letra Unicode. La licencia es considerada libre por la Free Software Foundation, que establece que un simple programa «Hola mundo» es suficiente para satisfacer el requisito de la licencia de que las tipografías que utilicen la licencia se distribuyan junto con software.